# Platygyra
A Platygyra a virágállatok (Anthozoa) osztályának kőkorallok (Scleractinia) rendjébe, ezen belül a Merulinidae családjába tartozó nem.

## Tudnivalók
Hatalmas telepeket alkotnak. A telepek lehetnek laposak vagy íveltek, azaz enyhén kimagasodok. A polipjaik általában éjszaka tevékenyek. E kőkorallnem fajain a Bradypontius pichoni nevű evezőlábú rákfaj (Copepoda) szokott élősködni.

## Rendszerezés
A nembe az alábbi 11 faj tartozik:
- Platygyra acuta Veron, 2000
- Platygyra carnosa Veron, 2000
- Platygyra contorta Veron, 1990
- Platygyra crosslandi (Matthai, 1928)
- Platygyra daedalea (Ellis & Solander, 1786)
- Platygyra lamellina (Ehrenberg, 1834) - típusfaj
- Platygyra pini Chevalier, 1975
- Platygyra ryukyuensis Yabe & Sugiyama, 1935
- Platygyra sinensis (Milne Edwards & Haime, 1849)
- Platygyra verweyi Wijsman-Best, 1976
- Platygyra yaeyamaensis (Eguchi & Shirai, 1977)

Az alábbi taxon, csak nomen dubium, azaz „kétséges név” szinten szerepel:
- Platygyra exigua Nemenzo, 1959

## Képek

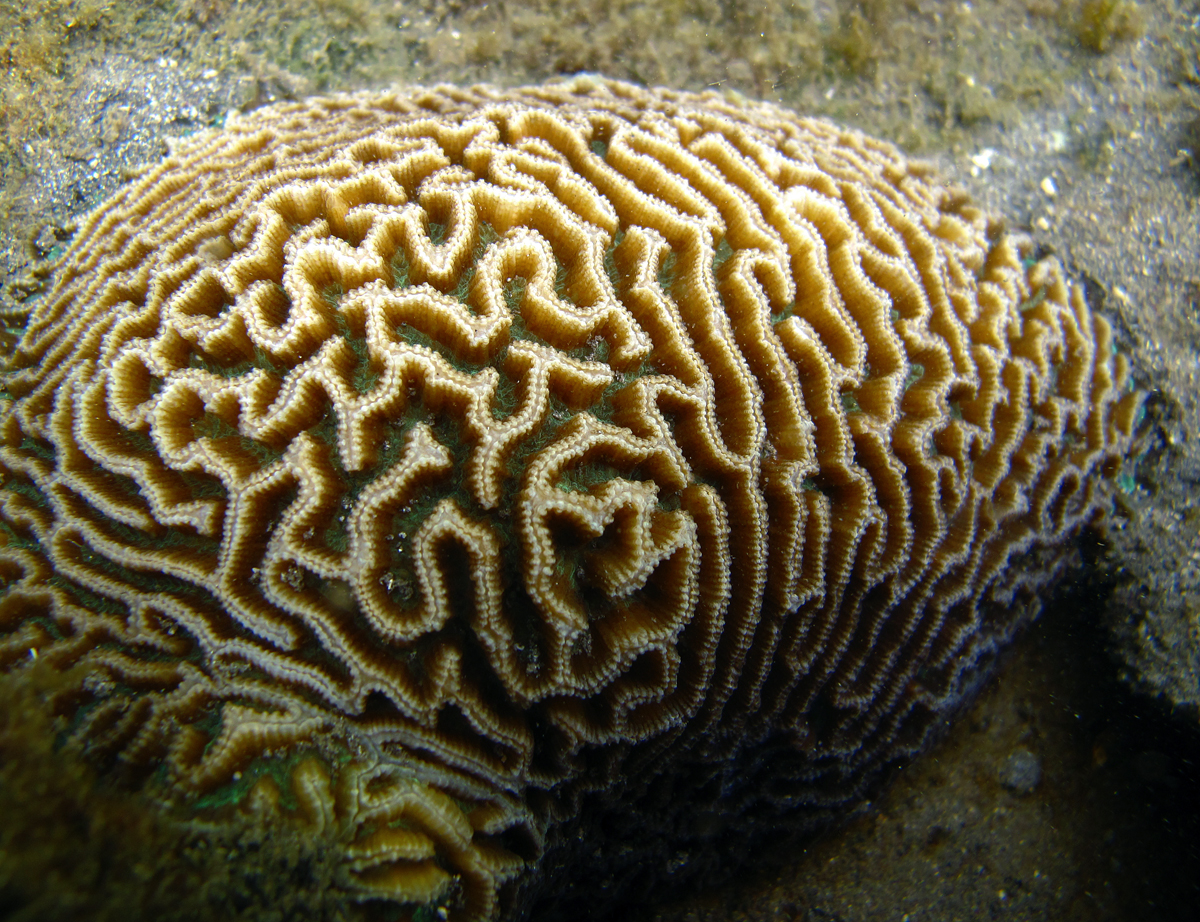
Platygyra daedalea
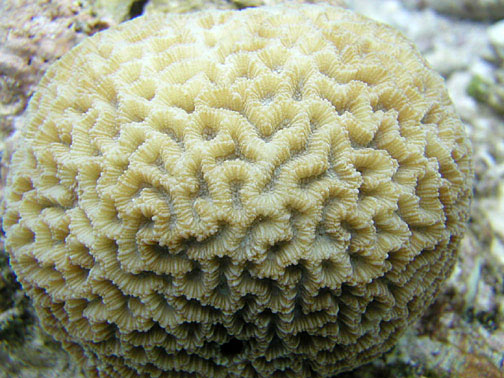
Platygyra pini
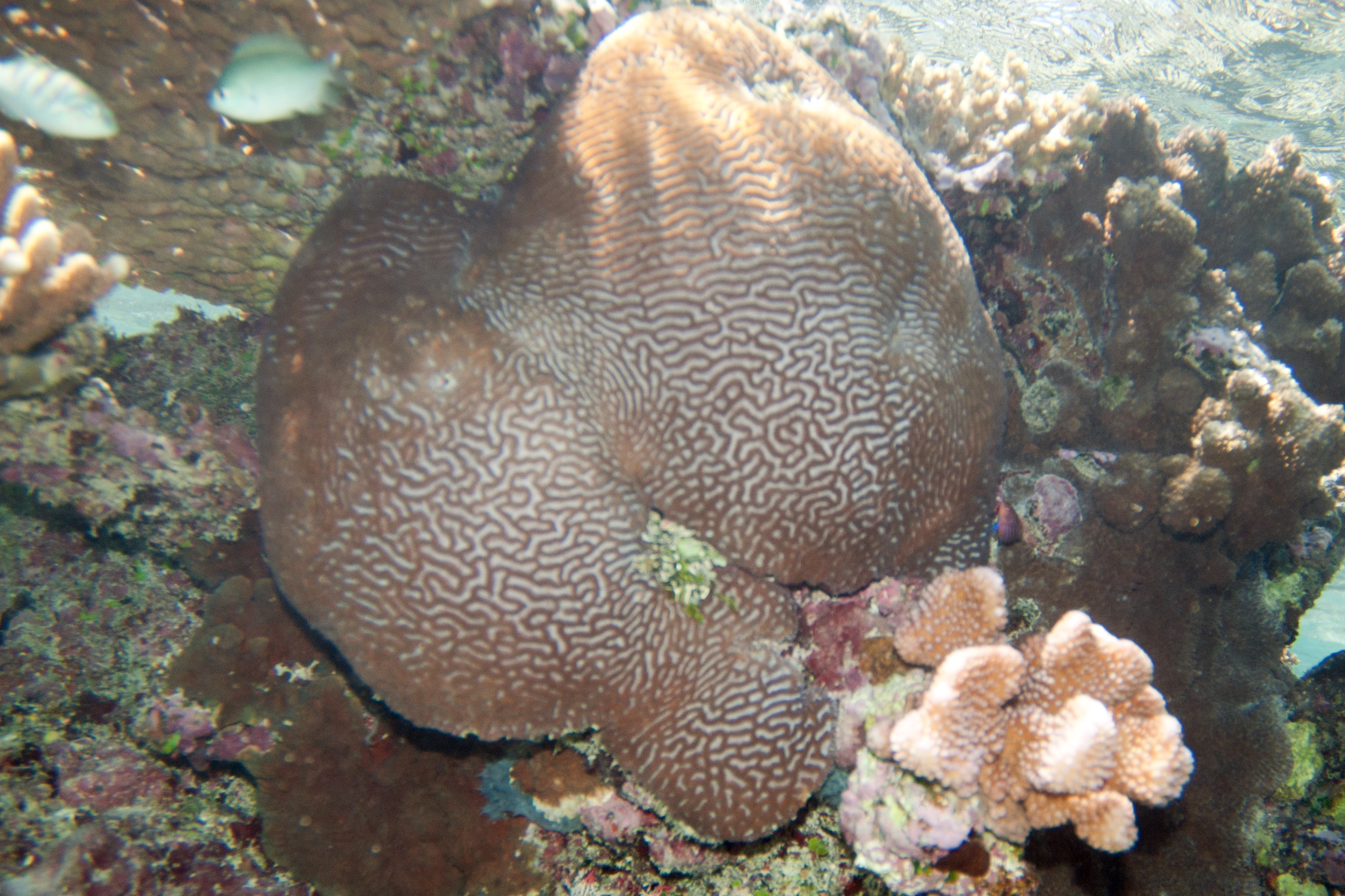
Platygyra ryukyuensis
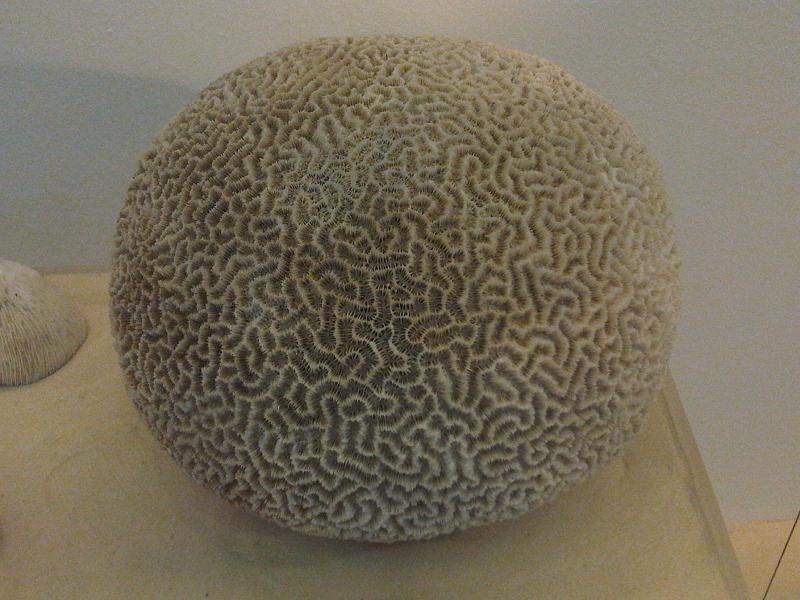
Platygyra sp. a londoni Természettudományi Múzeumban